# میکائلا دوبکووا
میکائلا دوبکووا (انگلیسی: Michaela Dubcová؛ زادهٔ ۱۷ ژانویهٔ ۱۹۹۹) بازیکن فوتبال اهل جمهوری چک است.
وی همچنین در تیم ملی فوتبال زنان جمهوری چک بازی کرده‌است.